# Ploemeur
Ploemeur (en bretó Plañvour) és un municipi francès, situat a la regió de Bretanya, al departament d'Ar Mor-Bihan. L'any 2006 tenia 18.455 habitants. El 18 d'abril de 2006 el consell municipal va aprovar la carta Ya d'ar brezhoneg.

## Demografia
A Ploemeur se li va segregar el 1901 Keryado i el 1925 Larmor-Plage.
| Evolució de la població Cassini |      |       |       |       |       |       |       |       |
| 1793                            | 1800 | 1806  | 1821  | 1831  | 1836  | 1841  | 1846  | 1851  |
| 5 546                           | -    | 5 636 | 5 984 | 6 029 | 6 792 | 6 993 | 7 840 | 8 413 |

| 1856  | 1861  | 1866  | 1872   | 1876   | 1881   | 1886   | 1891   | 1896   |
| ----- | ----- | ----- | ------ | ------ | ------ | ------ | ------ | ------ |
| 8 655 | 9 219 | 9 997 | 10 037 | 10 600 | 10 840 | 11 845 | 12 413 | 13 105 |

| 1901  | 1906  | 1911   | 1921  | 1926  | 1931  | 1936  | 1946  | 1954  |
| ----- | ----- | ------ | ----- | ----- | ----- | ----- | ----- | ----- |
| 9 713 | 9 371 | 10 166 | 9 582 | 7 571 | 8 039 | 9 547 | 7 299 | 6 288 |

| 1962  | 1968  | 1975  | 1982   | 1990   | 1999   | 2006 | 2011 | 2016 |
| ----- | ----- | ----- | ------ | ------ | ------ | ---- | ---- | ---- |
| 6 404 | 7 089 | 9 565 | 13 455 | 17 637 | 18 304 | -    | -    | -    |

| 2019 | - | - | - | - | - | - | - | - |
| ---- | - | - | - | - | - | - | - | - |
| -    | - | - | - | - | - | - | - | - |

## Administració
| Període   | Identitat     | Partit |
| --------- | ------------- | ------ |
| 1983-1995 | Michel Godard | UDF    |
| 1995-     | Loïc Le Meur  | PS     |

## Fills il·lustres
- Henri Dupuy de Lôme, enginyers naval del segle xix.

## Agermanaments
- Dixmude, Bèlgica
- Fermoy, Irlanda
- Nowa Dęba, Polònia